# Уманский, Фёдор Гаврилович
Фёдор Гаврилович Уманский (1918—1945) — старший сержант Рабоче-крестьянской Красной Армии, участник Великой Отечественной войны, Герой Советского Союза (1945).

## Биография
Фёдор Уманский родился 6 августа 1918 года в слободе Беловодск (ныне — посёлок в Луганской области Украины). После окончания четырёх классов школы работал в районной больнице. В 1940 году Уманский был призван на службу в Рабоче-крестьянскую Красную Армию. С начала Великой Отечественной войны — на её фронтах.
К августу 1944 года старший сержант Фёдор Уманский командовал орудием 117-го истребительно-противотанкового артиллерийского полка 7-й отдельной истребительно-противотанковой артиллерийской бригад 3-го Украинского фронта. Отличился во время освобождения Молдавской ССР. 20-25 августа 1944 года расчёт Уманского в боях под Бендерами огнём своего орудия нанёс противнику большие потери. В боях у села Лапушна в течение четырёх часов он отражал немецкие контратаки, сумев удержать позиции. 15 марта 1945 года Уманский погиб в бою на территории Венгрии.
Указом Президиума Верховного Совета СССР от 24 марта 1945 года старший сержант Фёдор Уманский посмертно был удостоен высокого звания Героя Советского Союза. Также был награждён орденами Ленина, Красного Знамени, Отечественной войны 2-й степени и Красной Звезды, рядом медалей.
В честь Уманского названы улицы в Беловодске, Лапушне и Коломне .